# Buster (film)
Buster är en brittisk-amerikansk kuppfilm från 1988 i regi av David Green.
Filmen är baserad på Buster Edwards medverkan i det stora tågrånet i Storbritannien 1963.

## Roller (urval)
- Phil Collins – Buster Edwards
- Julie Walters – June Edwards
- Larry Lamb – Bruce Reynolds
- Stephanie Lawrence – Frany Reynolds
- Martin Jarvis – DI Jack Mitchell

- Sheila Hancock – Mrs Rothery
- Anthony Quayle – Sir James McDowell
- Ellen Beaven – Nicky Edwards
- Michael Attwell – Harry
- Ralph Brown – Ronnie Biggs